# Ghiacciaio Delyo
Il ghiacciaio Delyo (in inglese: Delyo Glacier) è un ghiacciaio lungo 8 km e largo 2,7, situato sulla costa di Zumberge, nella parte occidentale della Terra di Ellsworth, in Antartide. In particolare, il ghiacciaio, il cui punto più alto si trova a circa 2.400 m s.l.m., è situato sul versante orientale della catena principale della dorsale Sentinella, nelle montagne di Ellsworth, a nord del ghiacciaio Rumyana. Da qui esso fluisce verso nord-est a partire dalle pendici settentrionali del monte Giovinetto, scorrendo lungo il versante settentrionale del picco Enitsa e lungo quello meridionale del monte Viets fino ad unire il proprio flusso a quello del ghiacciaio Ellen, a nord del picco Bruguière..

## Storia
Il ghiacciaio Delyo è stato così battezzato dalla Commissione bulgara per i toponimi antartici in onore di Delyo Voyvoda un leader rivoluzionario bulgaro del diciottesimo secolo.